# Amfreville (Manche)
Amfreville – miejscowość i dawna gmina we Francji, w regionie Normandia, w departamencie Manche. W 2013 roku liczba ludności wynosiła 296 mieszkańców.
1 stycznia 2016 roku połączono sześć wcześniejszych gmin: Amfreville, Cretteville, Gourbesville, Houtteville, Picauville oraz Vindefontaine. Siedzibą gminy została miejscowość Picauville, a nowa gmina przyjęła jej nazwę. 